# 宮内良
宮内 良（みやうち りょう、1959年〈昭和34年〉2月6日 - ）は歌手、ミュージカル俳優。群馬県出身。

## 人物・略歴
NHK教育テレビの子供番組『おかあさんといっしょ』において4代目うたのおにいさんに就任し、1979年4月から1981年3月まで2年間務めた。就任当初は20歳2か月で卒業時は22歳1か月でいずれもうたのおにいさんの中では最年少記録である。うたのおねえさんの奈々瀬ひとみ、たいそうのおにいさんの瀬戸口清文、司会の輪島直幸と共に出演し、番組では「りょうちゃん」という愛称で呼ばれていた。
その後、NHKの『うたって・ゴー』レギュラー出演『あなたのメロディー』などの番組にも出演。
現在はミュージカルや、童謡・キッズソングCD、シャンソン、ジャズコーラス等で活動中、ジャンルを問わない歌唱力やタップダンスもさることながら、NHK番組の歌唱指導やダンス振り付け指導でも活躍している。

## 主な曲

### うたのおにいさん時代の歌唱曲
- ジャングルポケット （作詞：長谷川勝士／作曲：福田和禾子）
- わらいねこ・ハッピネス （作詞：井出隆夫／作曲：和田昭治）
- ありさんあがつく （作詞：仲倉重郎／作曲：渋谷毅）
- ぶったらぶたに （作詞：榎木富士夫／作曲：寺島尚彦）
- ねことめだか （作詞：しぶやしげお／作曲：浜口庫之助）
- 男の子はクチャクチャ （作詞：やなせたかし／作曲：越部信義）
- ちょっときどってハイポーズ （作詞：井出隆夫／作曲：和田昭治）
- こねこねねんど （作詞：こわせ・たまみ／作曲：湯山昭）
- ぶう ぶう ぶう （作詞：こわせ・たまみ／作曲：寺島尚彦）
- くいしんぼうのパピポ （作詞・作曲：田山雅充）
- 鳥のうた （作詞：東龍男／作曲：越部信義）

### みんなのうたCDでの歌唱曲
- 空飛ぶペンギン
- ジャガイモジャガー
- ねぇ知ってるかい
- 手のひらを太陽に

### 子供向けCDでの歌唱曲
- いっぽんでもにんじん
- ホ！ホ！ホ！
- ぼくのミックスジュース
- 南の島のハメハメハ大王
- 五匹のこぶたとチャールストン
- わらいごえっていいな
- しまうまグルグル
- ほしぞらカーニバル
- さるさるさ
- もりのファミリーレストラン
- ゴリラのおんがくたい
- ぼくらのロコモーション
- 銀ちゃんのラブレター
- アップルパイひとつ
- 虫歯建設株式会社
- ふしぎなあのこはすてきなこのこ
- あさごはんマーチ
- だんご3兄弟
- ぼよよん行進曲

### アニメ
- 黄金戦士ゴールド・ライタン（『ゴールドライタン』OP）
- タイムブックの歌（『アニメ親子劇場』OP）
- われらがイタダキマン（『イタダキマン』挿入歌）

### その他
- 機動戦士（作詞：平多正於、作曲：松山祐士、ビクター「平多正於監修 発表会レコード」に収録）

### カバー
- 宇宙戦艦ヤマト（『宇宙戦艦ヤマト』OP）
- 仮面ライダースーパー1（『仮面ライダースーパー1』OP）
- 最強ロボ ダイオージャ（『最強ロボ ダイオージャ』OP）
- 宇宙の王者! ゴッドマーズ（『六神合体ゴッドマーズ』OP）
- 大戦隊ゴーグルV（『大戦隊ゴーグルファイブ』OP）
- 科学戦隊ダイナマン（『科学戦隊ダイナマン』OP）

## 出演したミュージカル
- レ・ミゼラブル
- ステッピング・アウト
- 殺しの接吻
- ボーンルーム
- ごんぎつね
- グイン・サーガ炎の群像
- 天狼星
- 私のあしながおじさん
- 赤毛のアン（エステー主催）
- 小公子セディ（イマジンミュージカル）※速水けんたろうの代役

## 吹き替え
- ザ・ウィグルス（ディズニーチャンネルで放送）グレッグ・ページ役
- ウィグルス放送局（ディズニーチャンネルで放送）グレッグ・ページ役

## 同期
- 奈々瀬ひとみ